# Krisztián Pars
Krisztián Pars (* 18. února 1982, Körmend) je maďarský atlet, jehož specializací je hod kladivem.

## Kariéra
V roce 1999 získal zlatou medaili na prvním ročníku mistrovství světa do 17 let v polské Bydhošti. O dva roky později se stal v italském Grossetu juniorským mistrem Evropy. V roce 2003 vybojoval v Bydhošti titul mistra Evropy do 23 let.
V roce 2004 na letních olympijských hrách v Athénách, kde skončil pátý. O rok později se umístil na mistrovství světa v Helsinkách na sedmém místě. Na evropském šampionátu v Göteborgu 2006 obsadil šesté místo a na světovém šampionátu v Ósace 2007 skončil pátý. V roce 2008 skončil na letních olympijských hrách v Pekingu výkonem 80,96 metru na čtvrtém místě. Dál poslal ve finále kladivo jen Primož Kozmus ze Slovinska, který se stal olympijským vítězem za hod dlouhý 82,02 metru. V témž roce byl druhý také na světovém atletickém finále ve Stuttgartu. Těsně pod stupni vítězů, čtvrtý skončil na mistrovství světa 2009 v Berlíně.
Od roku 2009 drží výkonem 80,71 metru rekord v kladivu na ostravském mítinku Zlatá tretra.